# SmartScreen-filter
Het SmartScreen-filter is een beveiligingsdienst van Microsoft die door Internet Explorer, Windows 8, (het ondertussen niet meer bestaande) Hotmail, zijn opvolger Outlook.com en andere producten van Microsoft wordt gebruikt om onveilige websites (met phishing- of malware-inhoud), schadelijke downloads en ongewenste e-mail te blokkeren.

## Internet Explorer

### Internet Explorer 7: Phishingfilter
Het SmartScreen-filter van Internet Explorer vindt zijn oorsprong in het Phishingfilter, dat op 18 oktober 2006 voor het eerst in Internet Explorer 7 werd geïntroduceerd. Het Phishingfilter van IE hielp gebruikers op twee manieren te beschermen tegen phishingsites: door te controleren of een webpagina op de zwarte lijst van Microsoft voorkwam en door webpagina's  in realtime te controleren op kenmerken van phishing. Wanneer de webpagina als frauduleus geïdentificeerd werd, werd een waarschuwing getoond in de browser.

### Internet Explorer 8: SmartScreen-filter
Op 19 maart 2009 werd het Phishingfilter hernoemd naar het SmartScreen-filter in Internet Explorer 8. Vanaf nu bood het niet alleen bescherming tegen phishing, maar ook tegen websites en downloads die mogelijk vormen van malware bevatten.

### Internet Explorer 9: Programmareputatie

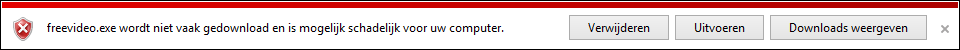
Niet vaak gedownload programma (geen reputatie): waarschuwing in Internet Explorer 10

In Internet Explorer 9, uitgegeven op 14 maart 2011, werd het SmartScreen-filter nog meer verbeterd door de functie Application Reputation (Programmareputatie). Deze functie berekent de reputatie van een gedownload programma a.d.h.v. verschillende factoren: hoe vaak wordt dit programma gedownload? Is het getekend door een geldig softwarecertificaat dat de uitgever bevestigt? Heeft de uitgever (indien bekend) al eerder schadelijke programma's verspreid? ... en controleert, zoals in IE 8, of de download-URL niet al als onveilig gerapporteerd is. Microsoft houdt voor de reputatiefunctie ook een witte lijst van betrouwbare en regelmatig gedownloade programma's bij. Wanneer de download als onveilig gerapporteerd is, of nog niet als veilig of onveilig bekend is (en dus nog geen reputatie heeft), verschijnt er een waarschuwing in de browser. De gebruiker heeft wel nog steeds de keus om het bestand toch te downloaden.

### Cijfers
Volgens testen uitgevoerd door NSS Labs in oktober en november 2012 blokkeerde het SmartScreen-filter toen ongeveer 92% van alle phishingsites en 99% van alle schadelijke downloads (Programmareputatie meegerekend).

## Windows 8: Windows SmartScreen

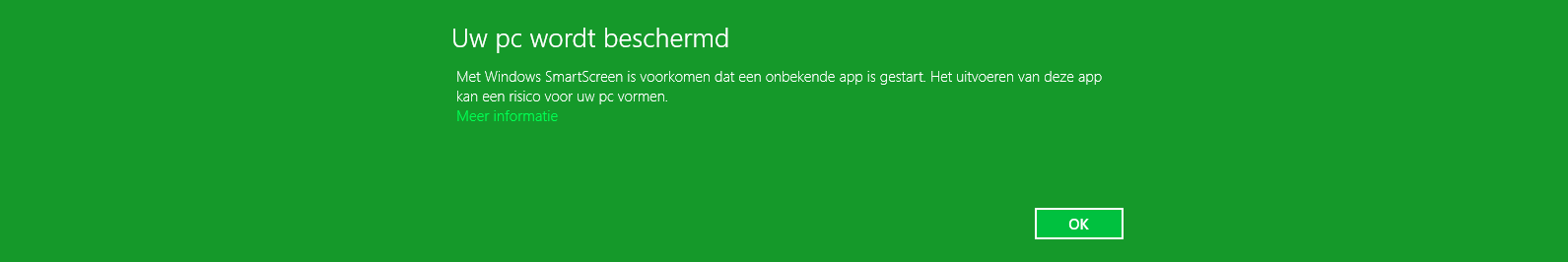
SmartScreenwaarschuwing in Windows 8

Met Windows 8 is het SmartScreen-filter geïntroduceerd in het besturingssysteem zelf. Wanneer men een nieuw programma's naar zijn computer kopieert van het internet, controleert het SmartScreen-filter op dezelfde manier als in Internet Explorer de reputatie van het programma. Wanneer het programma een slechte of geen reputatie heeft, wordt de gebruiker gewaarschuwd door middel van een schermvullend bericht. Onder de standaardinstelling van het SmartScreen-filter heeft de gebruiker vervolgens een beheerdersmachtiging nodig om het programma toch te kunnen uitvoeren.

## Outlook.com

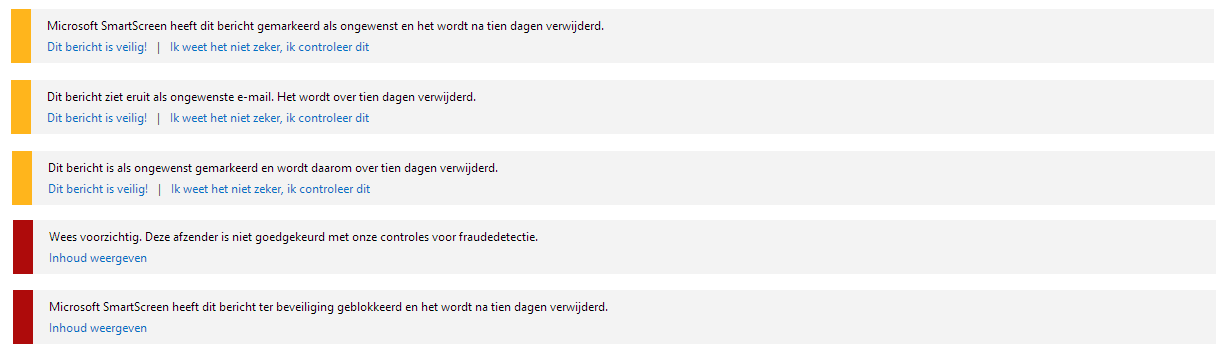
Mogelijke SmartScreen-waarschuwingen in Outlook.com. Rode waarschuwingen duiden op een hoger risico.

In Outlook.com, de opvolger van Hotmail, wordt de SmartScreen-technologie gebruikt om gebruikers te beschermen tegen ongewenste e-mailberichten (spam), frauduleuze e-mails (phishing) en malware die zich via e-mailberichten verspreidt. Het systeem controleert voornamelijk het gebruikte e-mailadres, de hyperlinks en bijlagen.

### Ongewenste e-mail (spam)
Om spam te filteren, gebruikt het SmartScreen-filter de Machine Learning-technologie van Microsoft Research die leert van bekende spamdreigingen en de feedback van gebruikers (wanneer deze e-mails als 'Ongewenst' of 'Niet ongewenst' markeren). Zo worden automatisch op waarschijnlijkheid gebaseerde algoritmes voor het SmartScreen-filter gemaakt die het onderscheid kunnen maken tussen de kenmerken van ongewenste en legitieme e-mail. Het SmartScreen-filter kan zo, na verloop van tijd, ook de reputatie van afzenders vaststellen door een aantal e-mails van deze te hebben gecontroleerd. Met behulp van deze algoritmes en de reputatie van de afzender wordt een SCL-score (Spam Confidence Level-score) aan elk e-mailbericht toegekend (hoe lager hoe meer ongewenst). Indien de score hoog genoeg is, wordt de e-mail naar het Postvak IN van de gebruiker gestuurd. Indien de score onder de toegestane drempel ligt, wordt de e-mail naar de map Ongewenst verplaatst, en als de score zeer laag (en het e-mailbericht dus zeer waarschijnlijk ongewenst) is, wordt de e-mail onmiddellijk van de servers verwijderd.
E-mails naar Outlook.com-accounts worden niet alleen door het SmartScreen-filter, maar ook door het Symantec Brightmail-filter gefilterd. Dat filter steunt op het Probe Network van Symantec, een netwerk van 200 000 e-mailadressen speciaal gemaakt om ongewenste berichten aan te trekken.
Gebruikers kunnen voorkomen dat e-mails van bepaalde afzenders als ongewenst gemarkeerd zouden worden door de afzender aan hun lijst met 'Veilige afzenders' toe te voegen. Omgekeerd kunnen zij een afzender ook toevoegen aan de lijst met 'Geblokkeerde afzenders' om ervoor te zorgen dat e-mails van deze afzenders altijd als ongewenst beschouwd worden.

### Phishing
Het SmartScreen-filter analyseert e-mailberichten ook op frauduleuze en verdachte webkoppelingen. Als dergelijke verdachte kenmerken in een e-mail aangetroffen worden, wordt het bericht ofwel onmiddellijk van de servers verwijderd, ofwel verplaatst naar de map 'Ongewenst' met een rode informatiebalk bovenaan het bericht die waarschuwt voor de verdachte eigenschappen ervan. Ook beschermt SmartScreen tegen vervalste domeinnamen (spoofing) in e-mails door te verifiëren of een e-mail wel verzonden is door het domein waardoor het claimt verzonden te zijn. Hiervoor gebruikt het de technologieën 'Sender ID' en 'DomainKeys' (DKIM). Het SmartScreen-filter zorgt er ook voor dat men e-mails van geverifieerde afzenders gemakkelijker kan onderscheiden door een groen schildpictogram voor de onderwerpsregel van deze e-mails te zetten.

### Malware
Tot en met december 2004 werd McAfee in Hotmail gebruikt om e-mails op malware te controleren. Sinds december 2004 gebruikt het SmartScreen-filter echter Trend Micro om e-mails op bedreigingen te controleren, volgens Microsoft omdat Trend Micro diepgaandere bescherming biedt. Om gebruikers te beschermen tegen schadelijke bijlagen in e-mails, blokkeert Outlook.com alle potentieel onveilige bestanden, zoals programma's en scriptbestanden. Het is met Outlook.com niet mogelijk deze bestanden te verzenden noch te ontvangen (het is echter wel mogelijk een zulk bestand in bijvoorbeeld een ZIP-archiefbestand te plaatsen en alsnog te verzenden. Wanneer het SmartScreen-filter echter malware in het archief ontdekt, wordt de bijlage wel alsnog geblokkeerd).

### Graymail
Het SmartScreen-filter beschermt gebruikers niet alleen tegen ongewenste e-mails, maar helpt ook bij het afhandelen van zogenaamde graymail. Graymail zijn e-mailberichten die veel gebruikers als ongewenst beschouwen, maar waarvoor de gebruikers zich wel ingeschreven hebben, zoals nieuwsbrieven, updates van sociale netwerken en aanbiedingen van online winkels waar men eerder iets gekocht heeft. SmartScreen categoriseert dit soort berichten automatisch, zodat gebruikers ze eenvoudig kunnen sorteren, archiveren of verwijderen met de ingebouwde opruimhulpmiddelen en zo hun Postvak IN opgeruimd kunnen houden. Het SmartScreen-filter kan de gebruiker ook afmelden voor bepaalde (geverifieerde) nieuwsbrieven.

### Cijfers
Volgens Microsoft filtert het SmartScreen-filter dagelijks 4,5 miljard ongewenste e-mails uit Outlook.com. Volgens Microsoft bestaat slechts 3% van de gemiddelde Outlook.com-inbox uit ongewenste e-mail, hoewel een test door Cascade Insights zegt dat iets minder dan de helft van alle ongewenste e-mail toch in het Postvak IN van gebruikers belandt.

## Andere programma's en diensten
Dezelfde filtertechnologie wordt ook gebruikt in het e-mailprogramma voor desktops Microsoft Office Outlook, Microsoft Exchange Server en andere Microsoftproducten.

## Vergelijkbare functies
Google en McAfee bieden ook diensten aan om onveilige websites en downloads tegen te houden, respectievelijk Google Safe Browsing en McAfee SiteAdvisor.